# Youth (2015)
Youth is een Italiaans-Brits-Zwitsers-Franse film uit 2015, geschreven en geregisseerd door Paolo Sorrentino. De film ging in première op 20 mei op het Filmfestival van Cannes.

## Verhaal
Fred en Mick zijn twee oude vrienden op vakantie in een hotel aan de voet van de Alpen. Fred is een componist en gepensioneerd orkestdirigent die er samen met zijn dochter verblijft. Mick is een filmregisseur die werkt aan een scenario voor zijn laatste belangrijke film. Wanneer Fred een uitnodiging krijgt van koningin Elizabeth II om op te treden voor de verjaardag van prins Philip is hij niet van plan om daarop in te gaan.

## Rolverdeling
| Acteur        | Personage      |
| ------------- | -------------- |
| Michael Caine | Fred Ballinger |
| Harvey Keitel | Mick Boyle     |
| Rachel Weisz  | Lena Ballinger |
| Paul Dano     | Jimmy Tree     |
| Jane Fonda    | Brenda Morel   |
| Ed Stoppard   | Julian Boyle   |